# Полювання на піранью
«Полювання на піранью» — художній фільм режисера Андрія Кавуна, знятий за сценарієм Дмитра Звєрькова. Основою для фільму стала книга-бестселер «Полювання на піранью» Олександра Олександровича Бушкова з серії книг про життя та пригоди Кирила Мазура на прізвисько Піранья.

## Сюжет
Під виглядом спільної відпустки агент спецпідрозділу «Піраньї» Кирило Мазур (Володимир Машков) з колегою Ольгою (Світлана Антонова) направляються в Сибір із завданням ліквідувати склад секретної зброї в покинутій лабораторії на дні тайгового озера. Несподівано вони виявляються у світі, де закони цивілізації забуті, а смертоносна зброя захоплена бандитами під керівництвом нового «господаря тайги» Прохора (Євген Миронов). Секретна зброя бандити збираються перепродати терористам з угрупування «Червоний іслам». Однак Прохор задумує розважитися полюванням на людей.
Мазур не очікував, що йому доведеться змінити звичний автомат на саморобний кістяний ніж і рятувати себе і напарницю, замість того, щоб рятувати світ. Але і мисливці не здогадувалися, що для них це сафарі виявиться не менш небезпечним, ніж для живих мішеней.

## У ролях
- Володимир Машков — Кирило Мазур
- Євген Миронов — Прохор
- Світлана Антонова — Ольга
- Сергій Гармаш — Микола «Зима»
- Андрій Мерзлікін — Штабс
- Михайло Єфремов — Дорохов, начальник УВС
- Олексій Горбунов — Кузьмич
- Вікторія Ісакова — Сінільга
- Ганна Банщикова — Вікторія
- Анна Уколова — Ніна, дружина поромника
- Раміль Сабітов — Ібрагім
- Олександр Голубєв — Сивий
- Сергій Сосновський — Хімік, що упустив колбу
- Максим Дрозд — Джгут

## Саундтрек
1. TAR — «Евенкійський Блюз»
2. Гандурас — «Капітан»
3. TAR feat. Болот — «Тема Евенки»
4. TAR & Місце зустрічі feat. Віра Алое — «Ким він був…»
5. TAR — «Тема тайги»
6. За Гроші — «Хочеться жити»
7. Віра Алое — «У неба на очах»
8. TAR — «Смерть мисливиці»
9. TAR — «Тема Вікі»
10. Слот — «Куля»
11. BeZ bileta feat. Болот — «Сибірська Полювання»
12. TT-34 — «Інший»
13. TT-34 — «Медляк»
14. BeZ bileta — «Готуйся до бою»
15. Гандурас — «Спецназівець»
16. BeZ bileta — «Бій. Завод»
17. TAR feat. Болот — «Евенкійський Блюз (Original)»
18. TT-34 — «Два кроки до неба»
19. Шнель Шпрехен — «Гетто-диско»
20. BeZ bileta — «У вогні»
21. Віра Алое — «У неба на очах»
22. Неонавт — «Полароїд»
23. Rob Terry & Mesmer — «Piranha Mix»
24. TAR — «Прощальна»

## Цікаві факти
- Знімальний період фільму тривав 48 днів. Зйомки проходили в Республіці Карелія (місто Бєломорськ — озеро Плотича (Мильне), де знімалася «тайга» і безпосередньо саме полювання, а також кілька сцен в самому місті, потім кілька днів у Москві — підводні зйомки, а потім — Мінськ. Саме там, під Мінськом, була вибудована «займанщина в тайзі». Кінематографічне поселення відразу стало місцевою визначною пам'яткою.
- Фільм і однойменна книга сильно відрізняються по сюжету. Зокрема, в книзі героїня Світлани Антонової є дружиною Кирила Мазура, Прохор Петрович — місцевий бізнесмен, який фанатично відтворюва сюжет книги «Угрюм-ріка» (усіх своїх гостей він змушує грати якусь роль з улюбленого роману), і т. д.
- Машков і Миронов знімалися разом у багатьох картинах («Роби - раз!», «Ліміту», «Мама», «Ідіот»). Однак у цій стрічці актори вперше помінялися звичними амплуа: Володимир Машков грає позитивного героя, Євгеній Миронов — лиходія.
- Заради ролі Євгенію Миронову довелося пофарбувати волосся в білий колір. На думку Миронова (ідея належала акторові), білий колір волосся додає жорсткості його герою.
- Майже всі трюки у фільмі актори виконують самі. З особливою насолодою роботу каскадера виконував Володимир Машков, який поставив це неодмінною умовою своєї участі у фільмі.
- Жителі «займанщини» одягнені в одяг різних часів: форма білогвардійців, одяг селян XIX століття, традиційні евенкійського вбрання … Художнику по костюмах Людмилі Гаінцевой довелося одягнути більш 100 чоловік масовки.
- Знімальна група розшукала колишнього спецназівця ГРУ, який провів майстер-клас з виживання в лісі і виготовлення «самопального» зброї: лука, тятиви, стріл. В результаті Світлана Антонова позбавилася свого волосся — в одній зі сцен, роблячи тятиву для лука, герой Володимира Машкова відрізає акторці косу. Режисер вважає, що справжні почуття можна буде відобразити тільки в цьому випадку. Зі зрозумілих причин сцену знімали одним дублем.
- Герой Машкова Мазур отримав кличку «Піранья» під час служби в морському спецназі.
- Ім'я героя Миронова (Прохор Петрович), його жінки (Сінільга), місце дії картини (тайга), одяг жителів займанщини — прямі відсилання до роману В. Шишкова «Угрюм-ріка».
- Також була випущена режисерська (телевізійна) версія фільму тривалістю приблизно 167 хвилин.

## Технічні дані (DVD)
- Видавець: Централ Партнершип
- Диск: DVD-9
- Формат: 16:9
- Регіон: 5
- Тривалість: 120 хв.
- Треки: Dolby Digital 5.1, DTS
- Субтитри: відсутні
- Додатки: Відеокліп «TAR — Евенкійський Блюз»